# Dottrina (diritto)
Per dottrina si intende, in campo giuridico, l'insieme del sapere (corpus di conoscenze) e della speculazione teorica proveniente dagli studiosi del diritto. Lo studio della dottrina e la sua interpretazione è detta giurisprudenza.

## Storia
La storia del termine si perde nelle origini del diritto. Da quando c'è una regola, c'è anche un dibattito su come interpretarla e applicarla. Naturalmente, il termine e correlativamente l'entità a cui esso si riferisce, hanno subito nei secoli i più vistosi mutamenti. Nei dottori del diritto parla anche Dante (Inf., IX, 62): «Mirate la dottrina che s'asconde / sott'il velame delli versi strani».
Dottrinari del diritto erano già presenti nell'antica Roma, e così dopo la fondazione delle università, fino ai giorni nostri. Tra alti e bassi, lo studio del diritto ha accompagnato l'intero scorrere dell'esistenza umana. Presenta, in particolare, un notevole interesse sociale analizzare l'atteggiarsi della dottrina in rapporto alle vicende politiche e culturali.
Ogni capitolo storico che si avvicenda ha le sue figure di spicco nella dottrina giuridica; si potrebbe dire anche che alcune teorie sono state portate alle luci della ribalta proprio a causa del successo di una tale corrente politica o culturale piuttosto che un'altra. 

### Origine ed utilizzo del termine
Etimologicamente, infatti, dottrina deriva dalla radice di docère, che vuol dire insegnare, ed indica il compendio di nozioni e principi trasmessi per via di insegnamento.
Il termine assume un significato ampio e onnicomprensivo quando lo si identifica con il sapere giuridico genericamente inteso (ad es. in una frase come "il legislatore spesso disattende la dottrina"). Altrimenti, se ci si riferisce a una singola branca del diritto, o addirittura a un singolo istituto o a una singola questione, il termine dottrina tende a significare in maniera più pregnante la singola posizione sostenuta (ad es. se si dice "...in tema d'obbligazione, vi è una dottrina che sostiene tal assunto...").
Il termine presenta non qualche ambiguità, potendosi spesso interpretare anche come indicante non l'insieme delle teorie, ma piuttosto, l'insieme di chi le sostiene. Spesso, quest'ultima accezione si palesa quando si contrappone la dottrina con la giurisprudenza (ad es. in una frase come "... dottrina e giurisprudenza sono in contrasto"), costituente l'insieme dei precedenti dei giudici, il cosiddetto "diritto vivo", quello esercitato nelle aule dei tribunali.
Correntemente, il termine dottrina è associato ad un aggettivo qualificativo: minoritaria, maggioritaria, prevalente, migliore, illuminata, autorevole, recente, risalente, isolata, e via dicendo. Questa pratica si rende necessaria a fini espositivi, cosicché possa essere chiaro, dinnanzi a un problema, quale grado di autorevolezza assumono le diverse soluzioni sostenute.

## Descrizione

### Compiti della dottrina
Dottrina e giurisprudenza hanno sempre tenzonato tra loro. L'opinione della prima è stata sottoposta al vaglio critico della seconda, e questa ha creato un nuovo spunto per la dottrina prima ancora che si affermasse lo "stare decisis", che nell'esperienza europea di civil law, a differenza di quella anglosassone, non si è mai completamente affermato come principio del "precedente".
Secondo un autorevole parere, invece, (Satta), dottrina e giurisprudenza non sarebbero fra loro contrapposte, ma dovrebbero essere considerate unitariamente, come se fossero esattamente la stessa cosa, visto che entrambe tendono all'interpretazione scientificamente corretta della norma.
Van Caenegem, Monateri, Sacco, Guarneri ed altri sostengono un ruolo attivo della dottrina: «se per l'apprendimento del diritto non basta lo studio di leggi e sentenze, ma occorre anche quello delle elaborazioni dottrinali, vuol dire che il diritto non è tutto contenuto nelle prime e che anche le seconde concorrono, se pur in maniera diversa da esse, a formarlo». Un esempio valga per tutti: la raffinata creazione dottrinale del concetto di negozio giuridico.

### Dottrina e provvedimenti giurisdizionali
Nell'ordinamento giuridico italiano vi è un esplicito divieto, sancito dall'art. 118, disp. att. del codice di procedura civile, ad utilizzare la dottrina nel motivare la sentenza.